# رأب الجلد
رأب الجلد (بالإنجليزية: Dermoplasty)‏ أو (بالفرنسية: Dermoplastie)‏ هو عملية علمية فنية لصيانة الجلد بُغية إعادة تشكيل هيكل عظمي بصفة تامة أو شبه تامة.

## إعادة التشكيل
تتم عملية إعادة التشكيل في مرحلتين:
الأولى يتم فيها وضع بطاقة تعريف للكائن المعني، انطلاقا من دراسة الجمجمة والفك الأسفل، وباعتماد المبادئ عينها التي تستند إليها البحوث الميدانية في مجال الجريمة.
وفي الثانية، وبعد انتهاء تلك الدراسات الأولية، يبدأ العمل على وضع الكتل العضلية على مجمل الجمجمة، وهذا ما سيسمح بجعل النسب مرئية، والتثبت من مدى تماسكها وتجانسها. ويبقى بعدها وضع الغلاف الجسدي على الكتل العضلية.
من هنا يتبين أنه في الإمكان إنجاز شكل الوجه ونسبه موضوعيا، لأنهما مرتبطان بالبنى العظمية المستقرة تحتها، بينما اختيار لون العينين والبشرة والشعر يتم كيفيًّا.